# MagSafe
MagSafe是一款蘋果公司推出筆記型電腦专用的電源插頭。MagSafe透過磁力固定，因此即使在用力拖拉──例如在絆到電線——的情況下也會安全地自插口中移除，而不會對桌上的電腦造成損壞或拖跌。

## 歷史
MagSafe首次於2006年1月10日在舊金山的MacWorld會議與博覽會上與MacBook Pro一同展出。
2012年6月11日，蘋果公司推出MagSafe 2搭配新改款的視網膜螢幕15吋MacBook Pro，比原先的MagSafe較扁，同時也推出另售的轉接頭。
2015年3月9日，蘋果公司發佈新一代Retina显示屏MacBook，使用了單一USB Type-C插頭用作充電，資料傳輸及影像傳輸，首次棄用MagSafe充電插頭。
在2018年至2020年之間發表的MacBook Air及MacBook Pro產品系列亦不再具有MagSafe。
2021年10月18日，在捨棄MagSafe 2充電插孔使用Thunderbolt 4之後的6年，MagSafe以變得更加輕薄的第三代出現於全新登場的14吋及16吋MacBook Pro，在2022年發表的MacBook Air也具備MagSafe 3。

## 特色

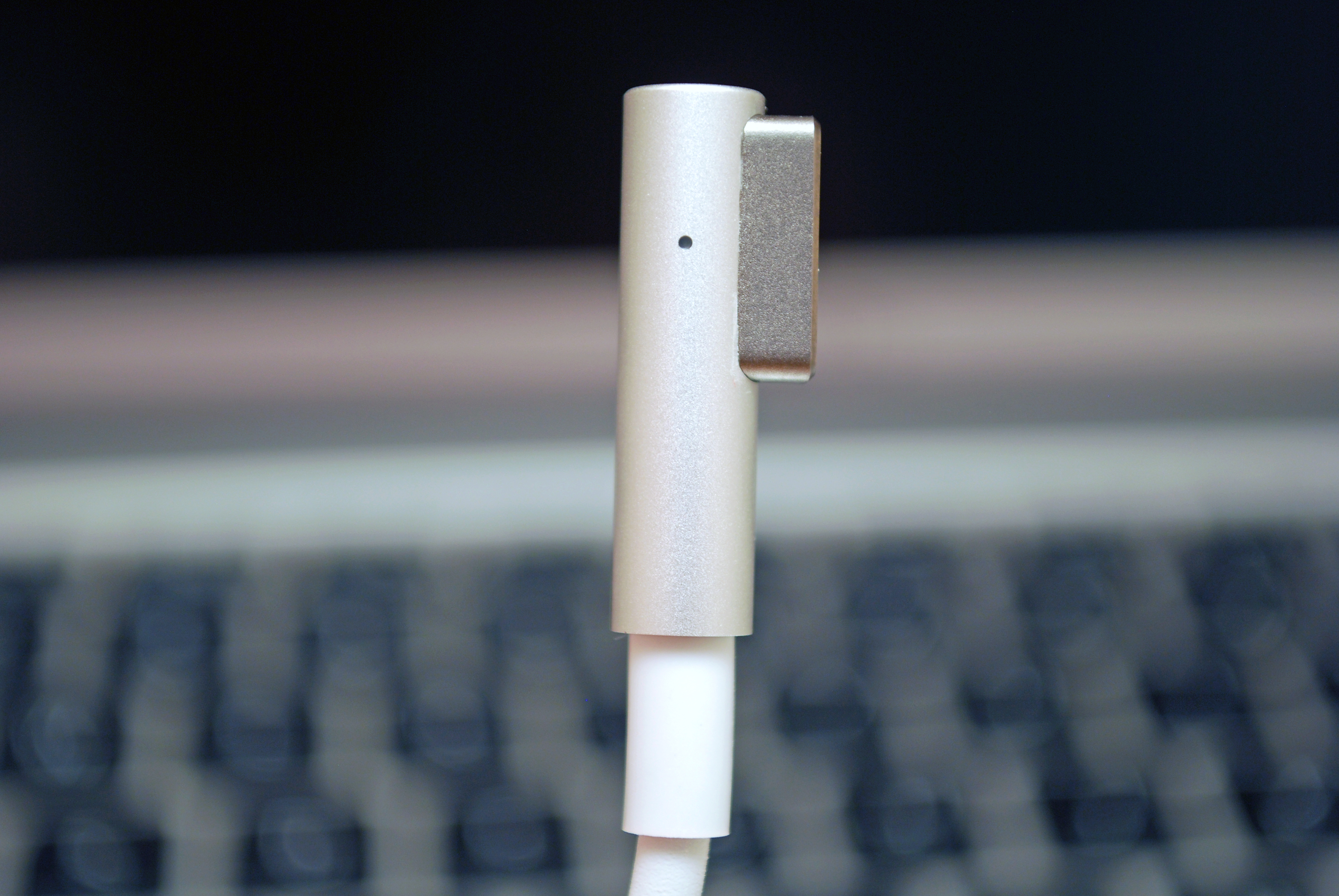
2010年-2012年使用「L」型插頭

MagSafe的接口腳位經過設計因而其長方形的插頭可自任一方向插入，兩面的LED會在電池充電時顯示橙色，及於充滿時顯示綠色，讓使用者容易辨識充電狀況。MagSafe現時用於13、15、16與17寸的MacBook Pro及2011年或更早的MacBook Air筆記型電腦上，而 MagSafe 2 用于2012年6月至2016年10月之间推出的所有 MacBook Air 和 MacBook Pro 上。
儘管各个适配器擁有相同的MagSafe或MagSafe2插頭，但蘋果公司建議只使用隨機器供應的適配器或更高功率的适配器，因为较低功率的适配器可能导致故障。

### 插腳作用
MagSafe的接口腳位為回文設計，中央小型腳位每邊的第一與第二個腳位與其鏡像腳位擁有連通性。
- 內部的大型腳位為V+ 
  - 14.5V 45W充電器 (MacBook Air)
  - 16.5V 60W充電器 (MacBook 及 13" MacBook Pro)
  - 18.5V 85W充電器 (15" 及 17" MacBook Pro)
  - 20V 85W充電器 (15" MacBook Pro Retina)
- 外部的大型腳位為GND（Ground，0V）
- 中央的小型腳位为充电控制信号

該長方形的金屬罩沒有電力功能，其用途為保护腳位以及作為筆記型電腦電力插座磁石的鐵吸引子。

## 世代

### MagSafe
第一代MagSafe充電器提供三款不同功率，分別是45W、60W和85W。
| 功率 | 電壓  | 電流  |
| ---- | ----- | ----- |
| 45W  | 14.5V | 3.1A  |
| 60W  | 16.5V | 3.65A |
| 85W  | 18.5V | 4.6A  |

### MagSafe 2

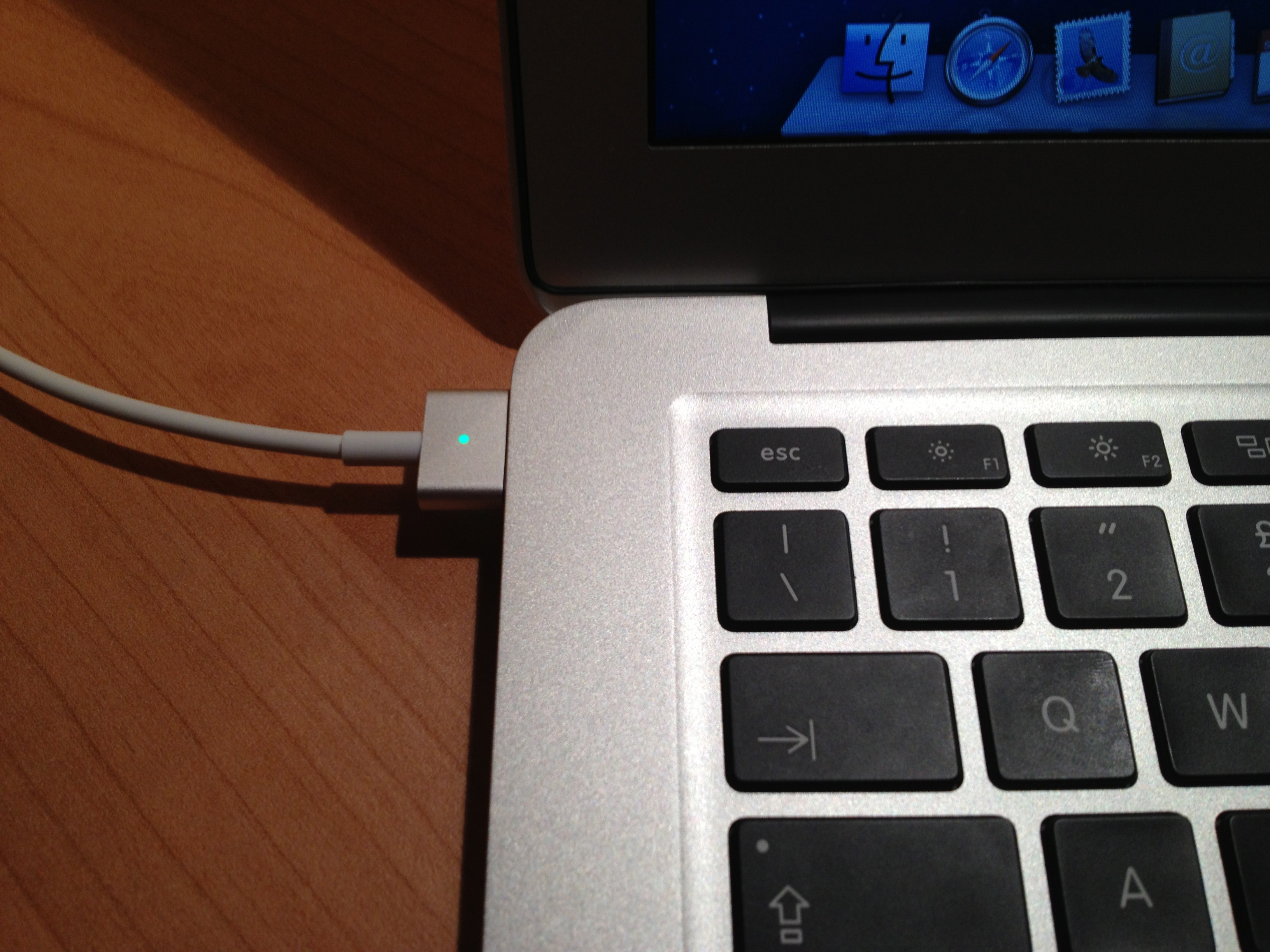
2012年版Macbook Air改用了新的MagSafe 2

2012年，苹果改变了设计，適應更薄的新型筆電，将插口变扁，所有的五个针脚大小相同来防止中间的感应针脚接触不良的问题，重新采用T形正後方出線设计而非MagSafe第一代後期的側方出線設計，不过插头外殼的材料由塑料换成了铝製。
2013年，僅餘下Macbook Pro 13"使用舊的MagSafe，但它是唯一可自行更換RAM和硬盤的型號。2015年後的MacBook Pro取消MagSafe 2。2017年後的MacBook Air取消MagSafe 2。           
MagSafe 2充電器提供三款不同功率。
| 功率 | 電壓   | 電流  |
| ---- | ------ | ----- |
| 45W  | 14.85V | 3.05A |
| 60W  | 16.5V  | 3.65A |
| 85W  | 20V    | 4.25A |

### MagSafe 3

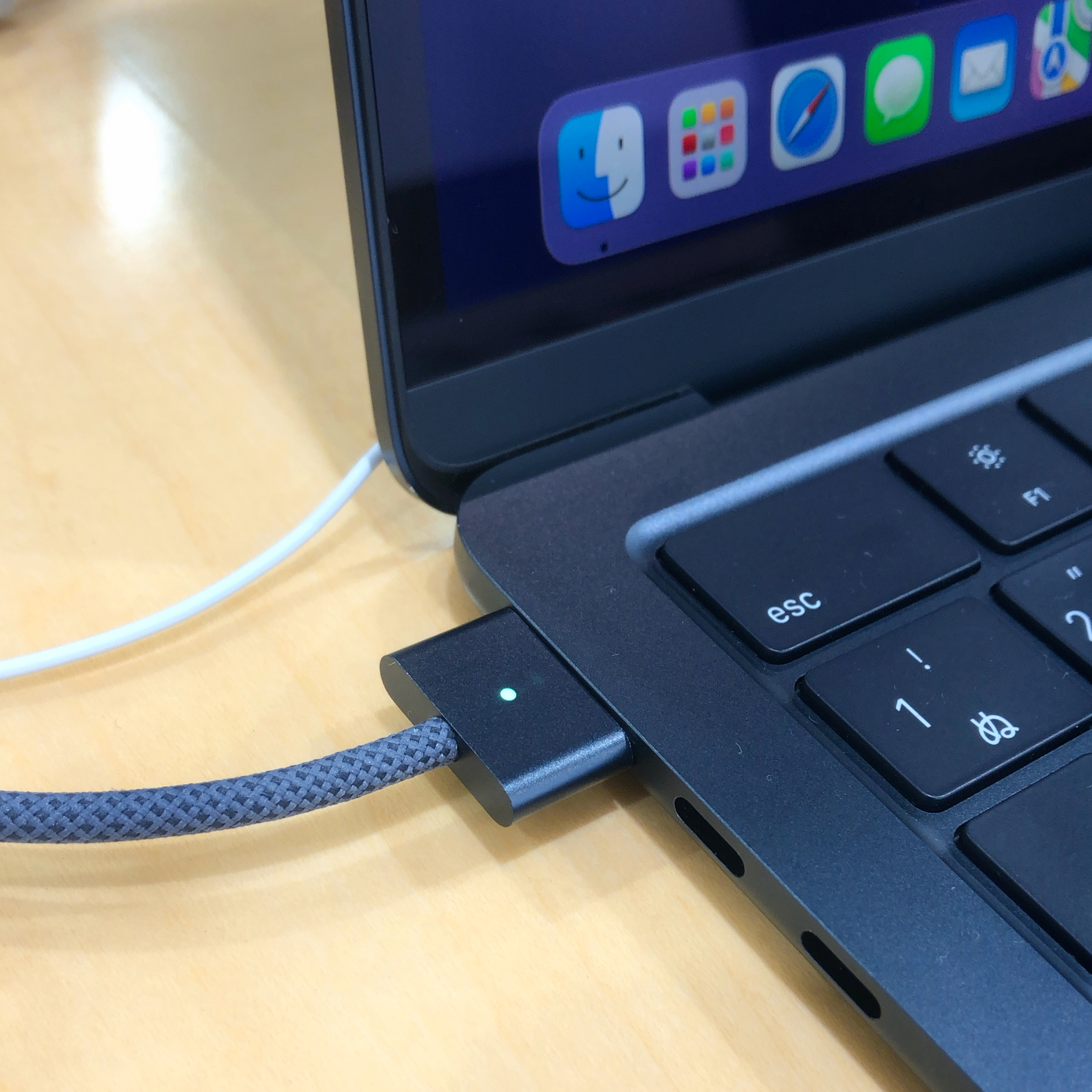
MacBook Air M2上的MagSafe 3充電接頭

2021年10月18日，蘋果公司發佈14吋及16吋的MacBook Pro產品更新，全新搭載的MagSafe 3與前兩代MagSafe不相容，採分離式電源線設計，一端以USB-C連結電源供應器，並支援高達140W的電源，線材外覆編織材質，增加質感及耐用度。2022年推出的M2晶片MacBook Air也搭載了MagSafe 3。使用者可利用MagSafe 3或USB-C擇一連接支援USB Power Delivery（USB PD）標準的電源供應器充電，電腦只會從供電功率較大者充電。
蘋果USB-C電源轉換器支援USB PD，能根據負荷提供不同電壓。例如，30W充電器可以提供5V/3A、9V/3A、15V/2A或20V/1.5A。下表只列出充電器在最大功率時的電壓和電流。
| 最大功率   | 電壓  | 電流  | 產品                            | 備註              |
| ---------- | ----- | ----- | ------------------------------- | ----------------- |
| 140W       | 28V   | 5A    | MacBook Pro 16"                 |                   |
| 96W        | 20.5V | 4.7A  | MacBook Pro 14"                 |                   |
| 70W        | 20.6V | 3.4A  | MacBook Pro 14" MacBook Air 15" |                   |
| 67W        | 20.3V | 3.4A  | MacBook Pro 14"                 | 已停產，由70W取代 |
| 35W 雙接頭 | 20V   | 1.75A | MacBook Air 15"                 |                   |
| 30W        | 20V   | 1.5A  | MacBook Air 13"                 |                   |

MacBook Air 15"的標準配置是帶兩個USB-C的35W充電器，買家也可選擇70W充電器，價錢相同。不過，35W雙接頭充電器是指總功率，如果接駁兩件相同設備，每個接頭只有17.5W。

## 爭議

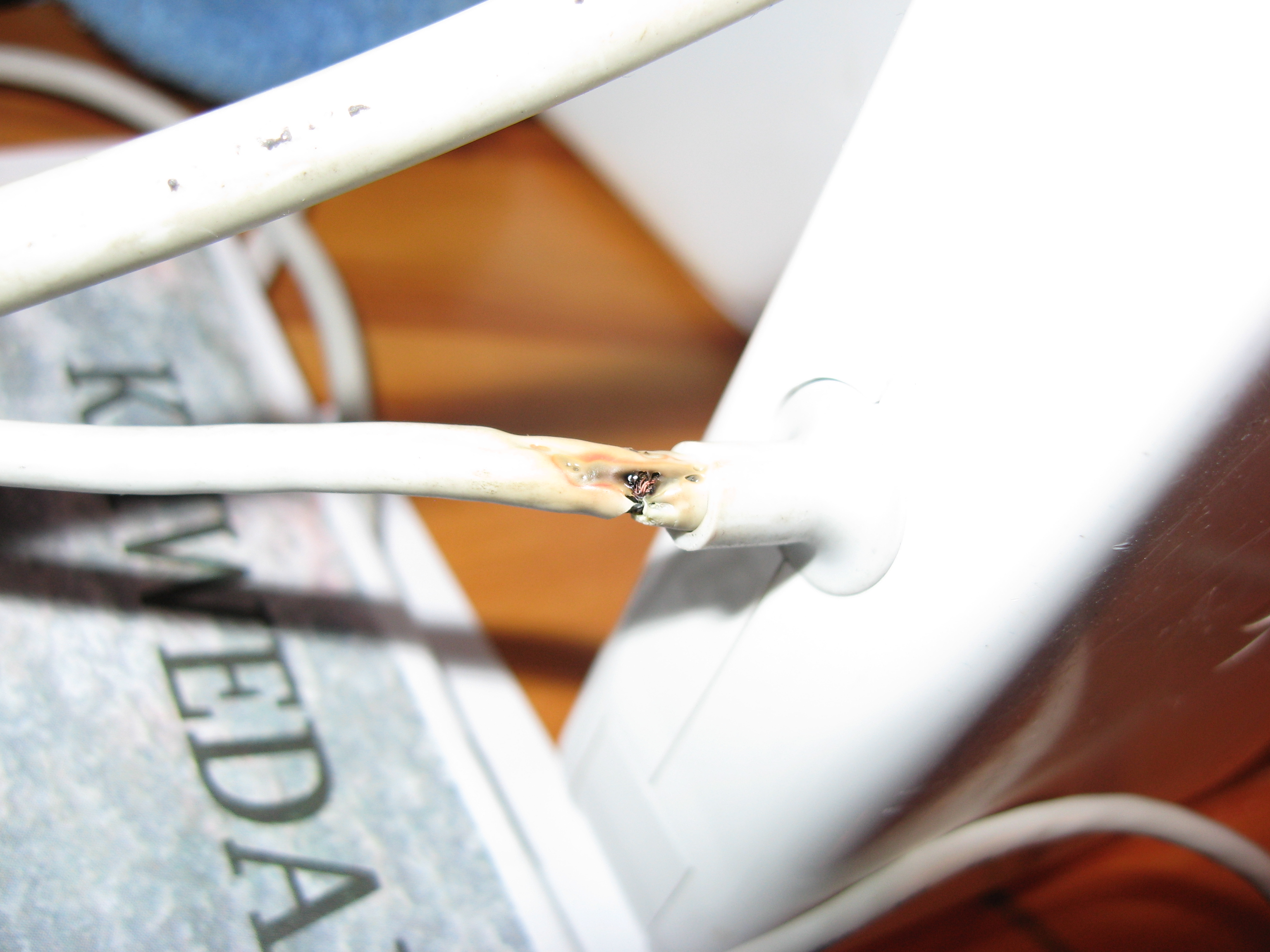
一款Apple MagSafe适配器在自发短路后，塑料外壳附近熔化。

對MagSafe適配器的投訴集中在对于第一代MagSafe插頭前方的磨損以及一些在該區域融化或起火的案例。但人們亦指出MagSafe在電線被絆到的情況下多次拯救他們的筆記型電腦，可是亦有趨勢指出MagSafe的前方甚至在掉下發生後仍保持連接。2009年5月1日，苹果公司在北加地区法院圣何塞办公室被起诉，诉状内容关于MagSafe可能发热甚至引发火灾。

## 瑣事
MagSafe與許多電熱水瓶、電油炸鍋及日式工作檯面煮食爐具為避免危險的高溫内含物濺出而使用的磁性電源插頭相似。但蘋果公司在2005年有為MagSafe申請專利（美國專利7311526號），所以專利於2025年到期之前，其他廠商在未取得授權情形下無法使用MagSafe。

## 外部連結
- MacBook Pro - Design，包括MagSafe插頭介紹
- The power of magnets （页面存档备份，存于），Ars Technica對MacBook Pro評論的一部份，集中評論MagSafe插頭
- Where are the MagSafe adapters for cars and airplanes? （页面存档备份，存于）
- MacBook與MacBook Pro用的MagSafe汽車與飛機交直流兩用充電器，可在汽車與飛機上充電 （页面存档备份，存于）
- MagSafe Counter （页面存档备份，存于），曾被MagSafe拯救的筆記型電腦計算器
- 蘋果公司的MagSafe專利